# نوار تهیگاهی‌درشت‌نئی
نوار تهیگاهی‌درشت‌نئی یا نوار ایلیوتیبیال  (به انگلیسی: iliotibial band ITB) یا نوار مایسیات (Maissiat's band) ضخیم‌شدگی نیام عمقی ران (فاسیا لاتا) است.
در قسمت بالایی ران این نوار سه لایه دارد لایه سطحی، بینابینی و عمقی که این سه لایه با نیام زردپی پهن سرینی  (آپونوروتیک گلوتئال) ترکیب شده و به طرف دیستال می‌روند و در سرتاسر ران تا لاترال زانو ادامه می‌یابند.
نوار تهیگاهی‌درشت‌نئی را نباید یک نوار ساده انگاشت بلکه ساختار پیچیده‌ای است که اتصالات اطراف مفصلی زیادی هم با استخوان ران هم با کشکک و هم با درشت‌نی (تیبیا) دارد.
در زانو سه لایه دارد سطحی، عمقی و کپسولی استخوانی(capsulo-osseous layer).
لایه اصلی لایه سطحی است که قسمت زیادی از وجه لاترال زانو را می‌پوشاند و عمدتاً به توبرکل ژردی (Gerdy's tubercle) وصل می‌شود.
در قدام ایلیوتیبیال باند از لایه سطحی یک استطاله ای جدا می‌شود که بر روی وجه قدامی پاتلا وصل می‌شود و به آن باند ایلیو پاتلار (iliopatellar band) یا فیبرهای قوسی (arciform fibers) یا رتیناکولوم مایل فوقانی (superior oblique retinaculum) می‌گویند.
لایه عمقی در ۵ تا ۶ سانتی‌متری پروکسیمال به اپی کندیل لترال فمور شروع می‌شود و به سپتوم بین عضلانی لترال و اپی کندیل لترال فمور وصل می‌شود. لایه سطحی و لایه عمقی در دیستال لترال اپی کندیل به یکدیگر وصل می‌شوند.
لایه کپسولی استخوانی از سپتوم اینتراماسکولار لترال شروع شده و با سر کوتاه عضله بایسپس ممزوج می‌گردد.